# Перро, Жиль
Жиль Перро (фр. Gilles Perrault; 9 марта 1931, Париж — 3 августа 2023) — французский писатель, сценарист и журналист. Получил образование юриста, работал им в течение 5 лет. Работа в сфере криминологии дала ему большой опыт и определила жанр его творчества.

## Биография
Жиль Перро написал множество книг, эссе и киносценариев на криминальную тему. В своих произведениях он затрагивал проблемы связанные с правами человека, часто описывая их нарушение. Его работы вызвали неоднозначную оценку во французском обществе. Книги Перро были переведены на многие языки мира, в том числе и русский.
Самая известная работа Перро — документальная книга «Красный пуловер», криминальное исследование, опубликованное в 1978 году. В ней автор проводит собственное расследование по делу Кристиана Рануччи, обвинённого в похищении и убийстве маленькой девочки Мари Долорес Рамбла. Год спустя книга была экранизирована. Книга вызвала резонанс, было продано более 1 миллиона экземпляров. Мишель Фуко прочитав эту книгу, заявил о своей уверенности в невиновности Рануччи.
В 2005 году командир уголовной полиции в отставке Жерар Буладу опубликовал ответную книгу: «L’Affaire du pull-over rouge, Ranucci coupable ! : Un pull-over rouge cousu… de fil blanc» («Дело о красном свитере, Рануччи виновен! Красный пуловер, сшитый из белой нити», книга на русский язык не переведена), прямо противоположную версии, разработанной Жилем Перро. В 2006 году в своей второй книге «Autopsie d’une imposture. L’affaire Ranucci: toute la vérité sur le pull-over rouge», Буладу доказывает виновность Рануччи, и критикует Перро, называя «Красный пуловер» откровенной манипуляцией.
Политически Перро симпатизирует крайне левым, состоял в Социалистической партии, а с 1977 года в Коммунистической партии, был близок к троцкистам. Он был редактором знаменитой в левых кругах «Чёрной книги капитализма».
Умер 3 августа 2023 года.